# Estação Tetuan

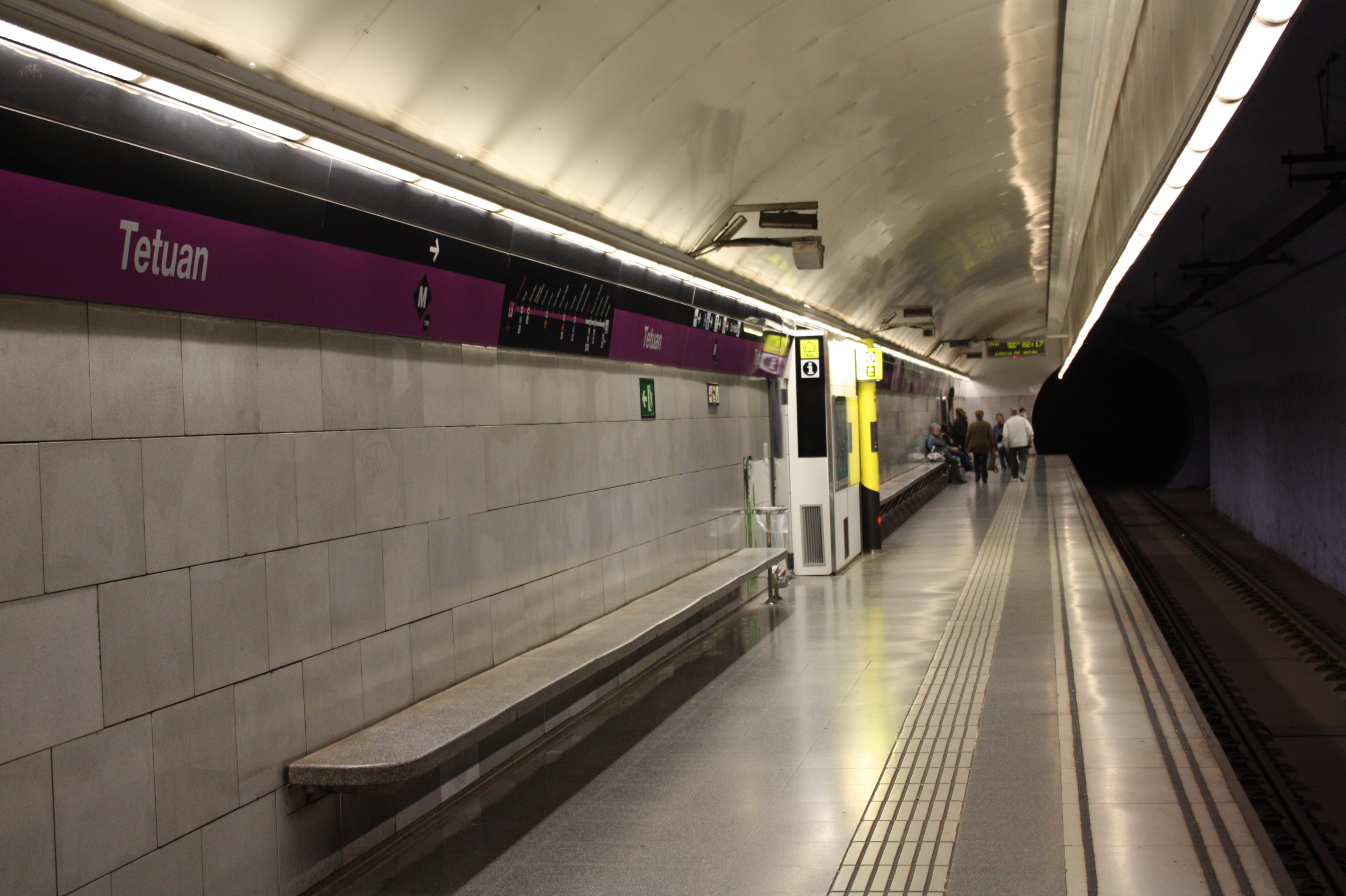
Plataforma de embarque/desembarque Estação Tetuan.

Tetuan é uma estação da Linha 2 do Metro de Barcelona. Está localizada abaixo da Gran Via de les Corts Catalanes e Plaça de Tetuan no distrito de Eixample no centro de Barcelona.

## História
A estação Tetuan foi projetada dentro do traçado inicial da Linha 2, projetada no Plano da Rede do Metrô de 1966. A construção da Linha 2, entre as estações da Sagrada Família e Paral·lel (então chamada de Pueblo Seco) teve início em 1968. Em novembro de 1974, o Ministério das Obras Públicas concluiu as obras do trecho, ficando pendente a ligação entre as estações Monumental e Sagrada Família, devido a problemas de infiltração de água subterrânea. Apesar do avançado das obras, o projeto foi abandonado em 1975, e por quase duas décadas os túneis e estações da rota ficaram inativos.
A construção da linha 2 foi retomada em 1991, com vista aos Jogos Olímpicos de Barcelona em 1992. Embora o percurso aproveitasse os túneis e estações já construídas, como a de Tetuan, foi necessária uma profunda remodelação que atrasou o funciona por três anos a mais do que o esperado. Finalmente, em 25 de setembro de 1995, foi aberto ao público o primeiro trecho de L2, entre Sagrada Família e Sant Antoni, formado por seis estações, entre elas Tetuan. A cerimónia de abertura contou com a presença do Presidente da Generalitat, Jordi Pujol, do Ministro das Obras Públicas, Josep Borrell, e do Presidente da Câmara de Barcelona, Pasqual Maragall, entre outras autoridades.

## Acesso à estação
- VillarroelCasp / Passeig de Sant Joan
- Diputació / Passeig de Sant Joan